# نبرد قیصریه

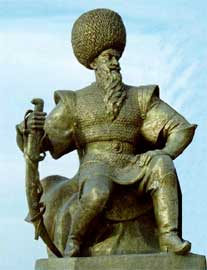
آرپ مجسمه ارسلان

نبرد قیصریه در سال ۱۰۶۷ زمانی رخ داد که ترکان سلجوقی به رهبری آلپ ارسلان به قیصریه حمله کردند. قیصریه غارت شد و کلیسای جامع سنت باسیل هتک حرمت شد. پس از قیصریه، ترکان سلجوقی تلاش دیگری برای حمله به آناتولی، با حمله به ایکونیوم در سال ۱۰۶۹ انجام دادند. این کار باعث دومین لشکرکشی رومانوس چهارم شد. 